# Jesteburg
Jesteburg is een gemeente in de Duitse deelstaat Nedersaksen. De gemeente maakt deel uit van de Samtgemeinde Jesteburg in het Landkreis Harburg, en is tevens de zetel van het bestuur daarvan. Jesteburg telt 8.016 inwoners.
Voor meer informatie zie ook onder Samtgemeinde Jesteburg.
Jesteburg had 8.141 inwoners per 31 december 2022, inclusief de dorpen en gehuchten Itzenbüttel, Reindorfer Osterberg, Thelstorf, Lüllau en Wiedenhof. Lüllau, 3 km ten zuidwesten van Jesteburg, tot 1972 een afzonderlijke gemeente, en Itzenbüttel, 2 km ten noorden van Jesteburg, zijn van deze plaatsjes het grootst.

## Infrastructuur
De buurgemeentes Seevetal en Rosengarten (Nedersaksen) zijn goed ontsloten door Autobahnen (o.a. de A1 en de A7; afrit 38 Ramelsloh van de A7 ligt 4 km ten oosten van Harmstorf) en spoorlijnen, o.a. Station Klecken dicht bij de gemeentegrens.
De gemeente is per lijnbus te bereiken vanaf het station van Buchholz.

## Geschiedenis
Jesteburg ontstond in de middeleeuwen rondom een oud kerkje; een van de kerkklokken daarvan, gegoten rond het jaar 1190, bestaat nog. Jesteburg ligt aan een beek, die de oostgrens vormde van een graafschap met Stade als hoofdstad.
Van 1874 tot 1981 had Jesteburg een station aan een spoorlijn tussen Buchholz en Lüneburg. De spoorlijn is in de jaren na 2015 ontmanteld en heeft in en om Jesteburg plaats gemaakt voor een goederenspoorlijn naar Maschen Rangierbahnhof, elders voor een fietspad.

## Bezienswaardigheden
- Het natuurschoon van de Lüneburger Heide met veel wandel- en fietsmogelijkheden
- Museum Kunststätte Bossard met kunsttempel, een imposant en bont gekleurd Gesamtkunstwerk, ontworpen door en gewijd aan de kunstenaar Johann Michael Bossard, die daar zijn atelier had. Bossard was ten tijde van Adolf Hitlers Derde Rijk een aanhanger van het nationaalsocialisme. In 2022 werd in een onderzoeksrapport geconcludeerd, dat Bossard wel een aanhanger van de Noordse mythologie en godsdienst, en een nationaalsocialist was geweest, in de kunsttempel komt ook een enkel hakenkruis voor, maar niet actief had meegewerkt aan de holocaust. Er was derhalve geen reden, het museumcomplex te Jesteburg te sluiten. Het midden in het bos gelegen complex staat bijna 3 kilometer ten zuiden van Jesteburg.
- Het Heimathaus Jesteburg is een 16e-eeuwse, elders gedemonteerde en in 1987 te Jesteburg herbouwde vakwerkboerderij. Het gebouw is een dependance van het gemeentehuis en is in gebruik als trouwzaal en voor zittingen van de gemeenteraad, recepties en al dan niet feestelijke andere bijeenkomsten. Een soortgelijk pand, de schilderachtige, rietgedekte voormalige tiendschuur, is in gebruik als openbare bibliotheek.

## Afbeeldingen

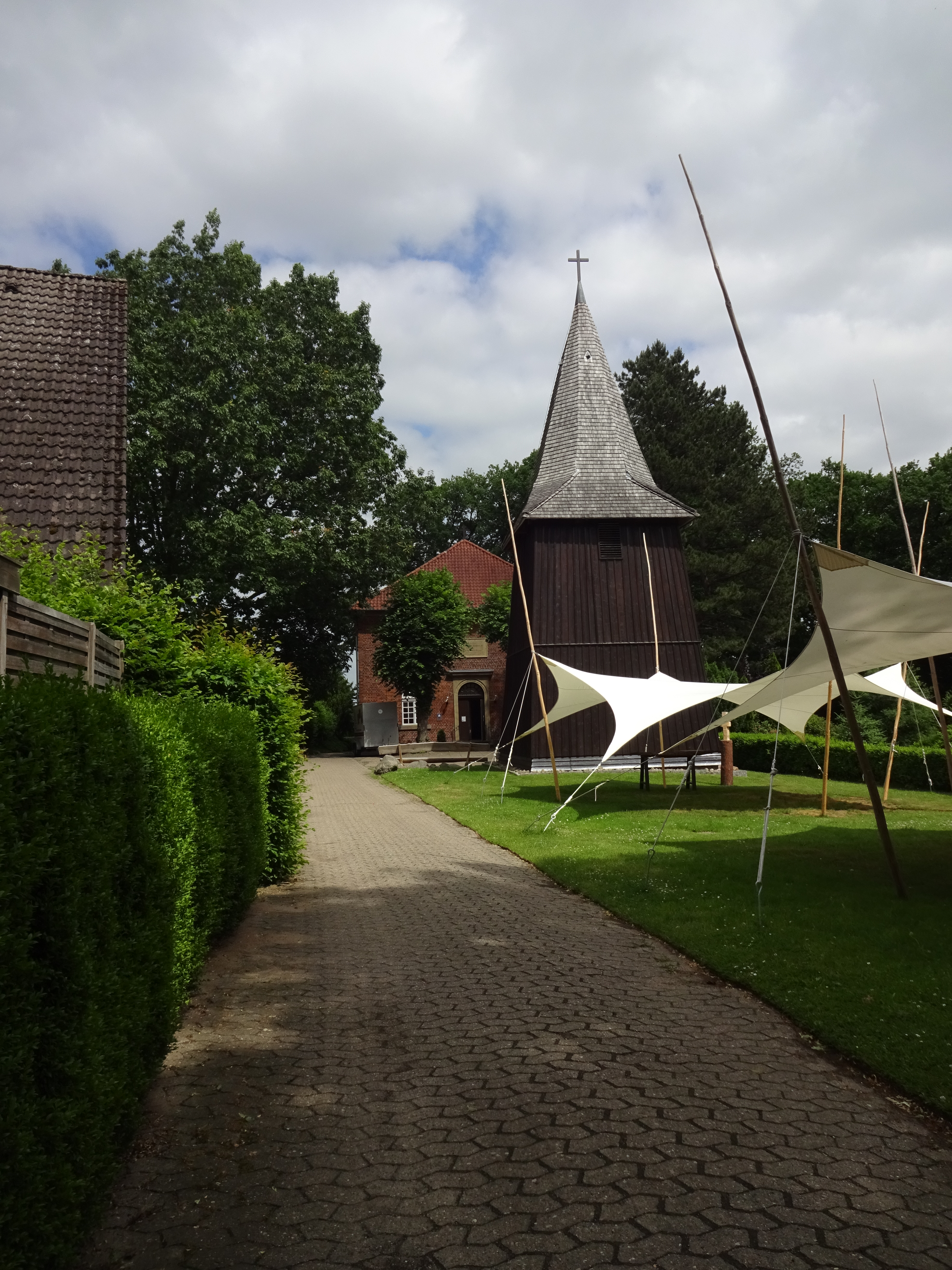
Houten 18e-eeuwse klokkentoren met op de achtergrond het rond 1840 herbouwde kerkje van Jesteburg
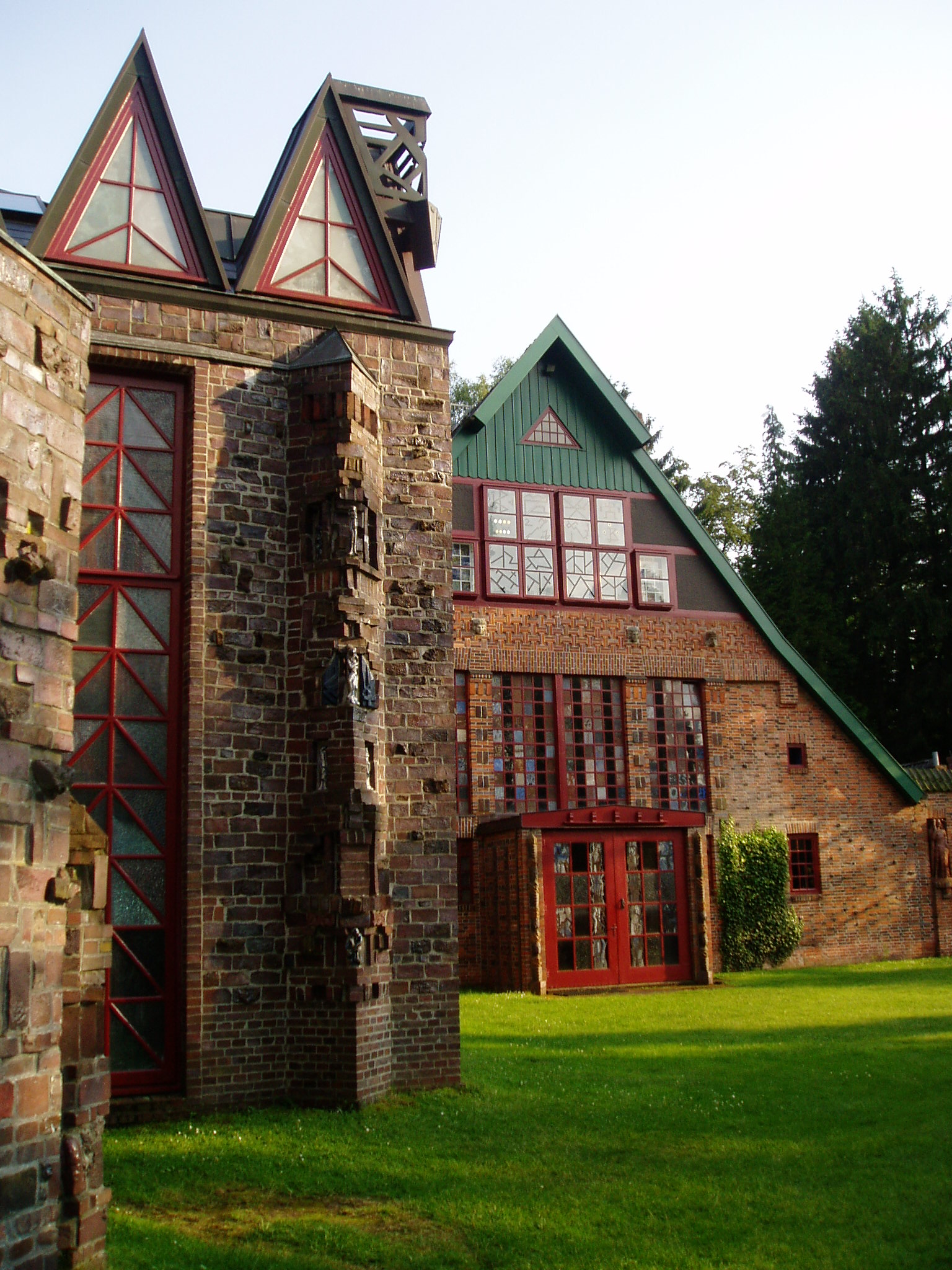
Kunsttempel Bossard, Jesteburg (1)
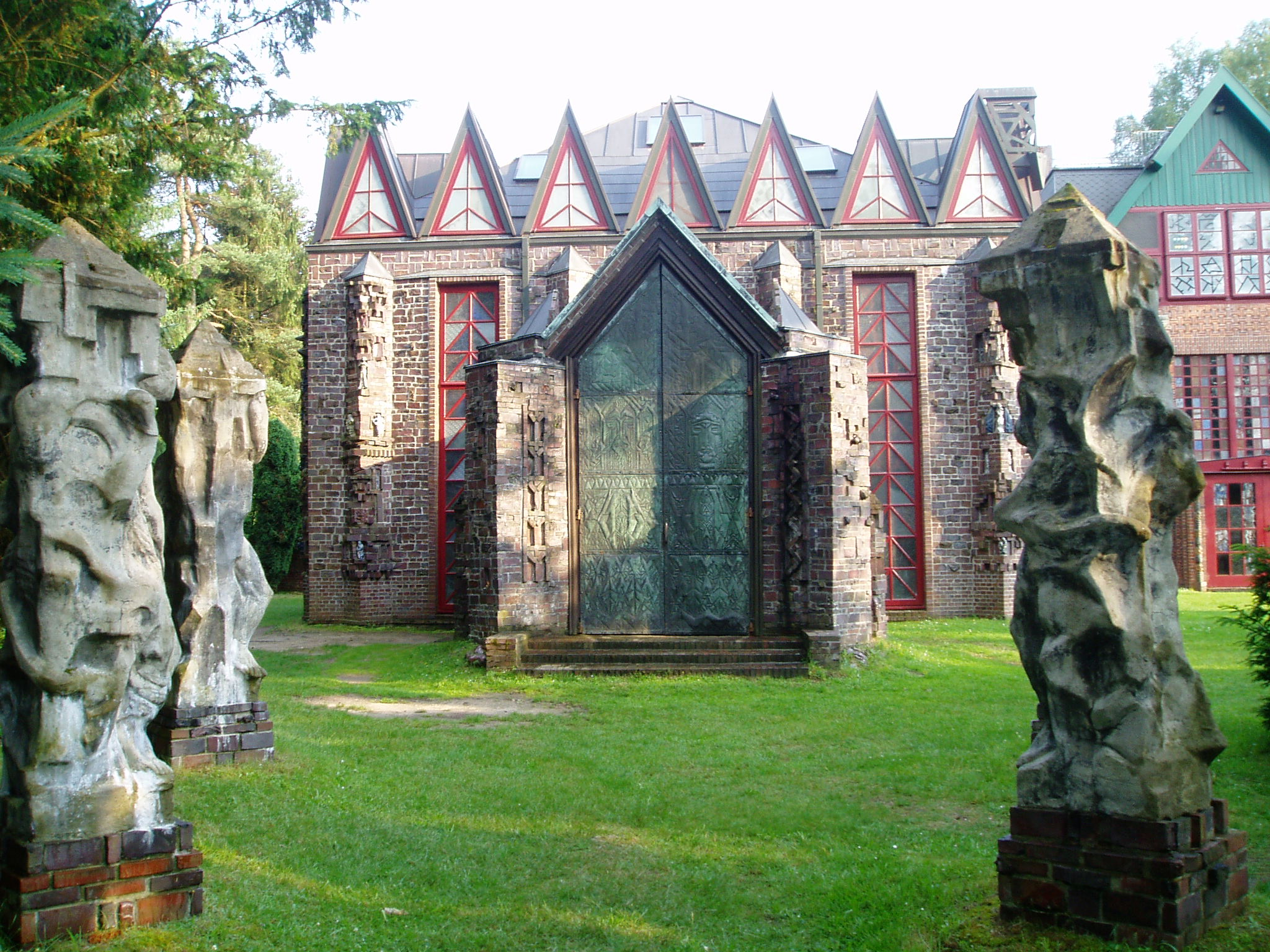
Kunsttempel Bossard, Jesteburg (2)
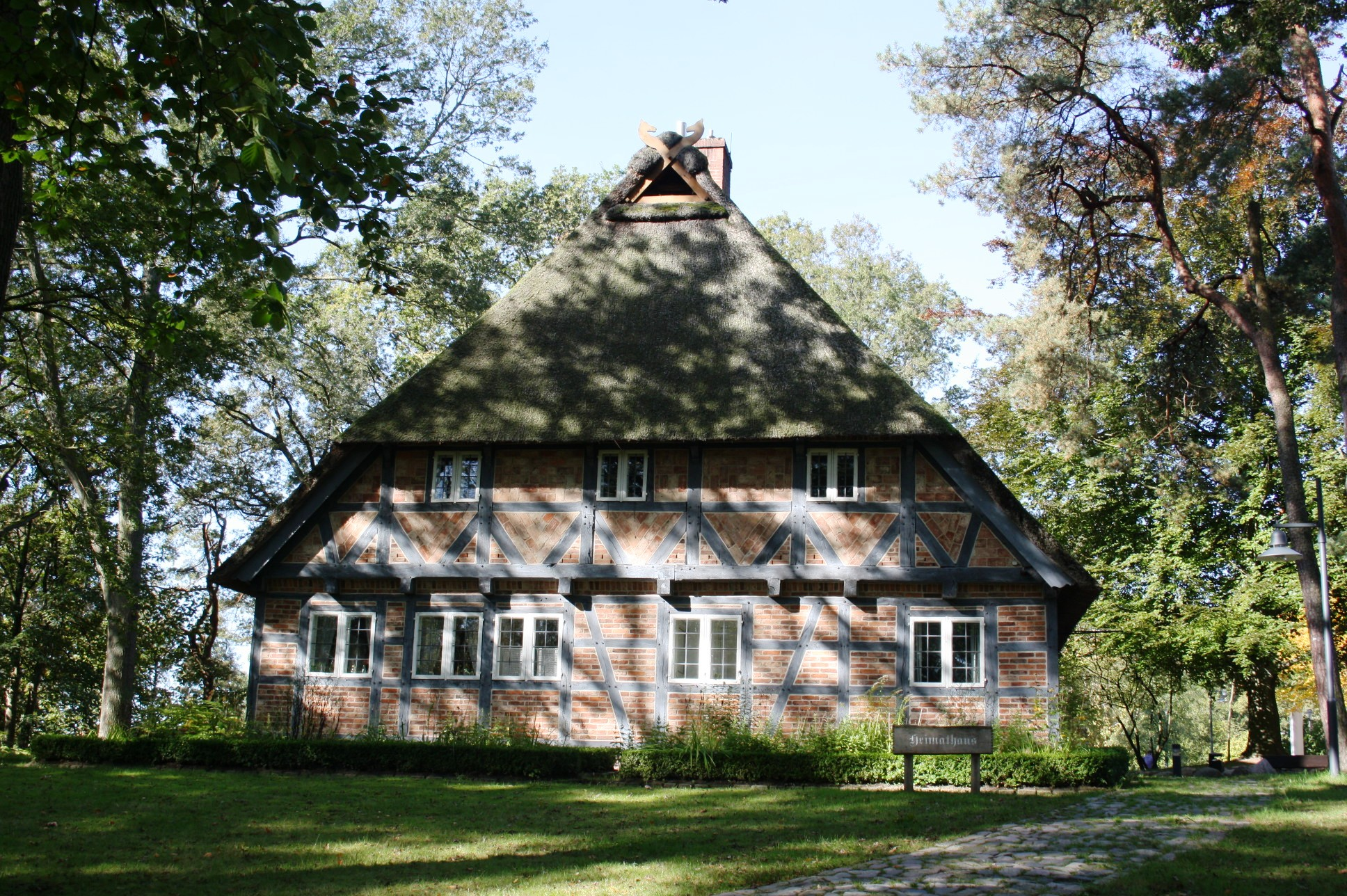
Heimathaus Jesteburg

## Bekende inwoners
- Johann Michael Bossard (* 16 december 1874 in Zug, Zwitserland; † 27 maart 1950 in Jesteburg), Zwitsers kunstschilder en beeldhouwer